# Ескай-Крік

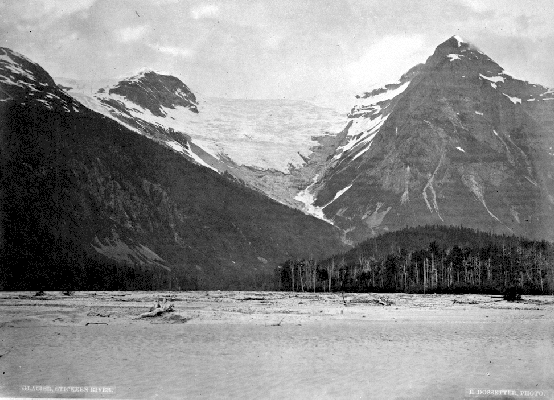
Стікін (річка) — найбільша річка в Британської Колумбії.

Регіон Ескай-Крік — багатий район видобутку золота та срібла в регіоні річок Унук і Іскут на північному узбережжі гір Британської Колумбії, Канада.
Місцевість видобувалась Homestake Mining, Barrick Gold Corporation, Prime Resources. Більшість дослідників вважають Регіон Ескай-Крік вулканогенним масивним родовищем сульфідної руди, що містить золото, срібло, мідь, цинк, арсен, стибій та ртуть.
З 1994 по 2008 рік у регіоні шахтним способом видобуто 3,3 мільйона унцій золота та 160 мільйонів унцій срібла із середнім вмістом 45 г/т золота та 2224 г/т срібла.